# Friedrich Marx
Friedrich Marx (22 de abril de 1859 - 17 de octubre de 1941) fue un filólogo clásico alemán nacido en Bessungen, que hoy forma parte de Darmstadt.
En 1877 comenzó sus estudios de filología clásica en la Universidad de Giessen y luego continuó en la Universidad de Bonn, con Franz Bücheler (1837-1908) y Hermann Usener (1834-1905). En 1887 logró su habilitación en Berlín con Johannes Vahlen, y posteriormente fue profesor en las universidades de Rostock (1888-89), Greifswald (1889-93), Breslau (1893-96), Viena (1896 -99), Leipzig (1899-1906) y, finalmente, en Bonn (1906-27), donde se desempeñó como rector de la universidad en 1917-1918.
Marx es considerado el último representante de la llamada "escuela de Bonn", de la filología clásica, que se introdujo en la década de 1840 por Friedrich Wilhelm Ritschl (1806-1876). Fue autor de numerosas obras científicas. Entre otras, un examen crítico de la Rhetorica ad Herennium (1894), que fue publicado en varias ediciones hasta el año 1993. De 1925 a 1934 fue editor de la revista Rheinisches Museum für Philologie.